# Alla grande
Alla grande è un singolo di Filippo Malatesta pubblicato nel 1997.

## Tracce
1. Alla grande (radio version) - 3:27
2. Biagio - 3:47
3. Alla grande (album version) - 4:30